# Jutta Burggraf

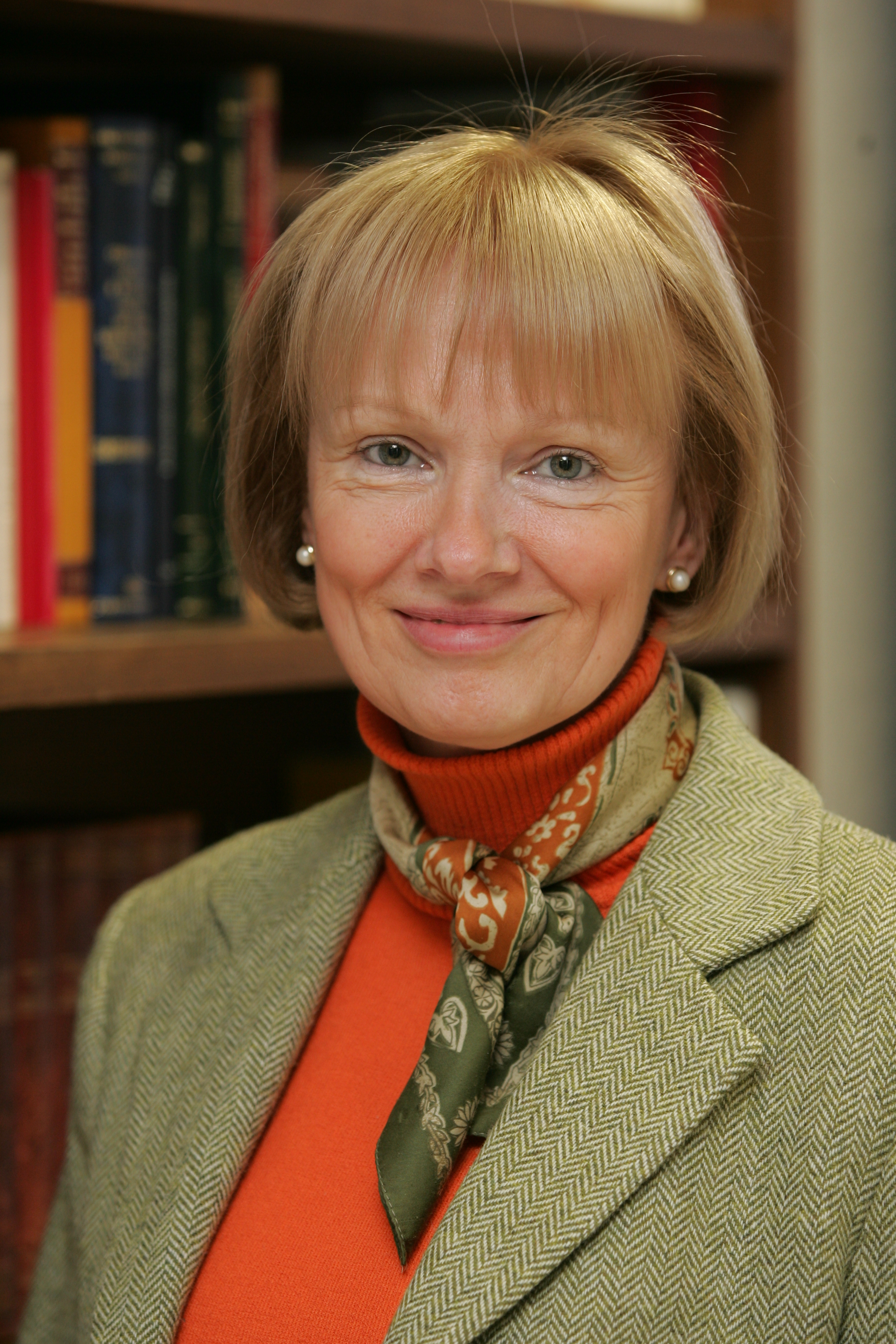
Jutta Burggraf

Jutta Burggraf (* 1952 in Hildesheim; † 5. November 2010 in Pamplona) war eine deutsche Theologin.

## Leben
Jutta Burggraf schloss sich 1968 im Kölner Studienhaus der römisch-katholischen Organisation Opus Dei an. Sie wurde 1979 an der Universität zu Köln in Pädagogischer Psychologie und 1984 an der Universität Navarra, einer vom Opus Dei gegründeten und geführten Einrichtung, in Katholischer Theologie promoviert.
Sie wirkte lange Jahre als Ausbilderin und Führungsperson in Bildungszentren des Opus Dei in Deutschland. Von 1984 bis 1994 war sie zugleich Vorstandsmitglied der Fördergemeinschaft für Schulen in freier Trägerschaft e. V. 1989 wurde Burggraf zur ordentlichen Professorin an der Abteilung für Anthropologie am International Academic Institute im niederländischen Kerkrade ernannt. Burggraf erhielt 1996 einen Ruf auf die Professur für Ekklesiologie, insbesondere für Theologie der Schöpfung, ökumenische Theologie und feministische Theologie an der Universität Navarra.
Burggraf war auf der 7. Ordentlichen Bischofssynode, die vom 1. bis 30. Oktober 1987 in Rom stattfand, als Expertin geladen und hat an der Vorbereitung des Apostolischen Schreibens Christifideles laici zur „Berufung und Sendung der Laien in Kirche und Welt“ von Papst Johannes Paul II. mitgewirkt.
Sie war seit 1996 korrespondierendes Mitglied der Pontificia Accademia Mariana Internazionale (PAMI). Zudem war sie Mitglied des Wissenschaftlichen Rates des Internationalen Mariologischen Arbeitskreis Kevelaer (IMAK Kevelaer). In einem IMAK-Buch schrieb die bewusst ehelos lebende Jutta Burggraf: Maria, "Jungfrau der Jungfrauen und Himmelskönigin", sei "vor allem Mutter". Ihre Mutterschaft bringe "mehr als aller Feminismus" die "Fraulichkeit zu Anerkennung und Geltung". Feministinnen, "die aus einer Haltung der Verachtung und des Hasses heraus Ehe und Mutterschaft verneinen, können Sinn und Wert der christlichen Jungfräulichkeit natürlich niemals erfassen".
Jutta Burggraf war Mitherausgeberin der Zeitschrift Mariologisches. Sie hat etwa 20 eigene Bücher publiziert und an zahlreichen weiteren Veröffentlichungen mitgewirkt.

## Schriften (Auswahl)
- Elemente eines modernen heilpädagogischen Konzepts in den Werken Hildegards von Bingen und Juan Luis Vives' als Repräsentanten des Mittelalters und der Renaissance, (Diss. Köln 1979)
- Die Mutter der Kirche und die Frau in der Kirche. Ein kritischer Beitrag zum Thema "feministische Theologie", Butzon und Bercker, Kevelaer 1986, ISBN 3-7666-9448-0
- Starke Frauen, MM Verlag, Aachen 1994, ISBN 978-3-928272-38-4, zusammen mit Monika Hohlmeier, Isa Vermehren
- Eine Erneuerung der Theologie durch den Feminismus? Möglichkeiten und Grenzen, in Mariologisches Jahrbuch 1.  Jg., Nr. 1/97, S.  30–73,  ISBN 3-928929-07-0
- Ja zu dir – ja zu mir: eine Neuentdeckung der christlichen Ehe und Familie vor dem Hintergrund der Frauenfrage, Bonifatius-Druckerei, Paderborn 1998, ISBN 978-3-89710-028-2
- Abba, Vater: als Kinder Gottes leben nach der Lehre des seligen Josemaría Escrivá, Adamas Verlag, Köln 1999, ISBN 978-3-925746-76-5
- In der Schule des Schmerzes, Ediciones Promesa 2001, ISBN 978-9977-947-98-3
- Teresa von Avila. Humanität und Glaubensleben, Schöningh 2001, ISBN 978-3-506-71819-8
- Hacia un nuevo feminismo para el siglo XXI, Promesa, San José, Costa Rica 2001
- Teología fundamental. Manual de iniciación, Ediciones Rialp 2001, ISBN 978-84-321-3383-1
- Cartas a David, acerca de la homosexualidad, Ediciones Palabra 2003, ISBN 978-84-8239-482-4
- Freiheit aus der Kraft des Glaubens, Fe-Medienverlag, Kisslegg 2020, ISBN 978-3-86357-268-6